# Langreo
Langreo is een gemeente in de Spaanse provincie en regio Asturië met een oppervlakte van 82,46 km². Langreo telt 41.199 inwoners (1 januari 2016) en is de hoofdstad van de comarca Nalón.
De raad wordt gevormd door diverse parochies en plaatsen, waarvan de belangrijkste La Felguera (20.000 inwoners), Sama (12.000 inwoners), Riaño, Ciaño, Lada, Barros en Tuilla zijn.
Langreo herbergt op dit ogenblik het centrum van nieuwe Technologieën en Bedrijven Valnalón en het Museum van de IJzer- en Staalindustrie.

## Demografische ontwikkeling
Bron: INE; 1857-2011: volkstellingen

## Geboren in Langreo
- David Villa, voetballer van Vissel kobe, Spaans ex-international